# Zgodnja pomlad v Dunajskem gozdu (Waldmüller)
Zgodnja pomlad v Dunajskem gozdu je slika v olju na platnu nemškega slikarja in obdobja bidermajer Ferdinanda Georga Waldmüllerja.
Waldmüller je sliko ustvaril leto pred svojo smrtjo kot tretjo različico kompozicije iz leta 1862 (prim. R. Feuchtmüller, Ferdinand Georg Waldmüller, Dunaj 1996, št. 1047, 1062 in 1084) pred temi pa še tri različite. V teh šestih različicah pokrajina pridobiva vse večji pomen pred figuro in v tej končni različici končno postane prevladujoča. 
Z značilno natančnostjo, z močnimi svetlo-temnimi kontrasti in močnimi, jasnimi barvami, umetnik v sliki Zgodnja pomlad v Dunajskem gozdu ustvari realistično gozdno kuliso. Intenzivna svetloba prodira skozi še vedno gola drevesa, njihovi pokajoči popki naznanjajo bližajočo se pomlad. Sončna svetloba ločuje otroka, ki nabirata vijolice na senčnem pobočju, iz katerega raste ogromno bukovo deblo. Za njimi, na svetlo osvetljeni poti ob potoku, se dekleta s šopki rož pogovarjajo s fantom, ki nosi drva. 
Živahne skupine otrok so med Waldmüllerjevimi najljubšimi motivi. Njihovo pogosto silovito, presenetljivo gibanje ustvarja prostorsko napetost.

## Vir
- Birgit Verwiebe